# Neuroprijenosnik
Neuroprijenosnici (neurotransmiteri, NT) su kemijske tvari u ulozi komunikacijskih sredstava među neuronima. Te tvari prenose živčani impuls od stanice do stanice.
Mogu biti inhibicijski (depolarizacijski) i facilitacijski (hiperpolarizacijski). Obično ih se u sinaptičku pukotinu izluči previše, pa se procesom ponovne pohrane ponovno vraćaju u presinaptički mjehurić ili ih posebni enzimi razgrađuju. Višak i manjak neurotransmitora uzrokuje psihičke i mentalne poremećaje.
Neuroprijenosnici se sintetiziraju u živčanim završetcima (sinaptičkim), u sinaptičkoj pukotini djeluju kao prenositelji električnih signala između neurona.

## Skupine
Neuroprijenosnike dijelimo na četiri osnovne skupine:
1. acetilkolin
2. monoamini: katekolamini (adrenalin, noradrenalin i dopamin), indolamin (serotonin i melatonin), i histamin
3. aminokiseline: glutamat ili glutaminska kiselina, GABA i glicin
4. peptidi

## Proces
Duž aksona živčana stanica proizvodi i provodi akcijski potencijal. Potom prenosi preko sinapse signal otpuštajući neuroprijenosnike. To pokreće reakciju u drugom neuronu ili ciljnoj stanici (poput mišićne, većine egzokrinih i endokrinih stanica). Ovisno o neuroprijenosnici i receptorima na koje djeluje, ssignal može stimulirati ili inhibirati ciljnu stanicu. Većinu neuroprijenosnika sintetiziraju enzimi koje stvara tijelo živčane stanice. Neuroprijenosnici su smješteni u mjehurićima unutar živčanih završetaka. U jednom mjehuriću najčešće je nekoliko tisuća molekula i tu količinu nazivamo kvant.
U trenutku kad akcijski potencijal dođe do terminalnog kraja aksona, akcijski potencijal on otvara aksonalne kalcijeve kanale. Kad u akson uđe kalcij, posljedica je spajanje membrane mjehurića s membranom aksona. U tom spajanju membrana nastaju otvori kroz koje molekule neuroprijenosnika bivaju egzocitozom izbačene u sinaptičku pukotinu. To otpušta neuroprijenosnike iz mjehurića. Element kalcij aktivira otpuštanje neuroprijenosnika u mjehurića u kojima se nalaze. Sinaptička pukotina ispunjena molekulama neuroprijenosnika sad je medij. Dio molekula se veže za postsinaptičke receptore te izaziva odgovor. Ostale su ponovno uvučene u akson. Nakon toga bivaju te pohranjene ili završavaju difundiranjem u okolno tkivo.
Koliko će biti neuroprijenosnika u živčanim završetcima ne ovisi o aktivnosti samog živca u većini slučajeva. Količina se održava odnosno konstantnom mijenjanjem unosa prekursora neuroprijenosnika, a drugi način je promjena aktivnosti enzima koji sudjeluju u sintezi neuroprijenosnika.
Proizvodnja presinaptičkih neuroprijenosnika ovisi o tome je li ih se stimulira, što smanjuje njihovu sintezu, dok nasuprot tome, blokada receptora može povećati sintezu presinaptičkih neuroprijenosnika.

## Acetil – Kolin
ACh je jedan od najranije otkrivenih neurotransmitora. Glavna kolinergična jezgra (ona čiji neuroni izlučuju ACh) nalazi se u nucl. basalisu ili Meinetovoj jezgri koja je smještena ispod lentiformne jezgre. Izgleda da su neuroni ove jezgre uključeni u kognitivne funkcije mozga. Oštećenje nucl. basalisa povezano je s Alzheimerovom bolesti. Osim u nucl. basalisu, postoje još tri veće kolinergične jezgre u prednjem mozgu: medijalna spiralna jezgra, okomita dijagonalna jezgra i vodoravna dijagonalna jezgra.
Aksoni kolinergične jezgre iz nucl. basalisa inerviraju velika područja moždane kore i to posebno frontalni, temporalni i okcipitalni režanj, a aksoni iz septalne i dijagonalnih jezgri inerviraju hipokampus i medijalni korteks.
ACh se izlučuje i u moždano deblo, u motoneuronima iz jezgara motornih moždanih živaca i iz prednjeg roga medullae spinalis, te u sinapsama neurona neuromuskularne veze. ACh je, uključen i u motoriku.
Izlučuje se i u ganglijima autonomnog NS-a, te u ciljnim organima parasimpatikusa.
Učinak koji neurotransmitor ima na postsinaptičkoj membrani određen je prirodom postsinaptičkog receptora. Za ACh su poznate dvije vrste receptora: muskarinski i nikotinski.

## Monoamini

### Noradrenalin
Aksoni noradrinergičkih neurona tvore dva uzlazna puta u mozgu. Prvi uzlazni put kreće iz jezgre locus coeruleus u moždanom deblu. Iz tog puta kreću dva živčana snopa: dorzalni i ventralni snop. Oni inerviraju veliki dio mozga. Oba snopa prolaze kroz lateralni hipotalamus i to u sastavu MFB-a. MFB je medijalni snop prednjeg mozga ili fasciculus medialis telencephalis. MFB je glavna uzlazno-silazna veza tegmentuma moždanog debla, hipotalamusa, septalnog područja i limbičkog režnja. Završni ogranci ovog snopa nalaze se u neokorteksu, hipokampusu, malom mozgu, talamusu itd. Dorzalni snop je bitan jer je uključen u održanje ciklusa spavanja i budnosti, u regulaciju emocionalnog ponašanja, a pretpostavlja se da je uključen i u razvoj depresije.
Drugi uzlazni put kreće iz retikularne formacije.

### Dopamin
Postoje tri glavna dopaminergička sustava u mozgu:
1. Nigrostrijatalni sustav. Tijela koja izlučuju dopamin u ovom sustavu nalaze se u moždanom deblu i šalju aksone u striatum. Dakle, dopamin je uključen u motoričke funkcije. Oštećenje neurona u povezano je s Parkinsonovom bolesti.
2. Tuberoinfundibularni sustav. Ovaj sustav kreće iz tuber cinereuma preko infundibuluma do hipofize. Dopamin iz ovog sustava uključen je u neuro-endokrine funkcije hipotalamusa.
3. Mezokortikalni/mezolimbički sustav. Tijela mezokortikalnog sustava nalaze se u ventralnom tegmentumu, a njihovi se aksoni u sastavu MFB-a projiciraju u prefrontalni korteks koji je zadužen za apstraktno mišljenje.

### Serotonin
Izlučuje se iz RAPHAE jezgri i od nje polaze dva puta: Uzlazni putevi za hipotalamus, bazalne ganglije i koru mozga. Nakon izlaska iz RAPHE jezgri, aksoni prolaze kroz lateralni hipotalamus u sastavu MFB-a i završavaju u sljedećim područjima: kori malog mozga, hipotalamusu (suprahijazmatskoj jezgri), striatumu, hipokampusu i neokorteksu, a posebno ih puno ima u vidnom korteksu. Serotonin je, dakle uključen u regulaciju raspoloženja, kontrolu uzimanja hrane, spavanja i sanjanja, uzbuđenja, te u percepciju boli.

## Aminokiseline

### Glutamat
Izlučuje se posvuda u mozgu. Ima uglavnom ekscitacijsko djelovanje. Izvor glutamata je natrijev glutamat (ima ga dodanog u soli). Izgleda da je uključen u procese pamćenja.

### GABA
Gama aminomaslačna kiselina, nalazi se u sivoj tvari mozga i leđne moždine. Ima uglavnom inhibicijsko djelovanje. Poremećaj u izlučivanju GABE povezuje se s nizom nasljednih neuroloških bolesti i s epilepsijom. U Alkoholičara je zabilježeno povećano lučenje GABE.

### Glicin
Ovaj je neurotransmitor slabo poznat. Ima uglavnom inhibicijsko djelovanje. Nalazi se u leđnoj moždini i nižim dijelovima mozga. Otrov tetanus djeluje na glicinske neurone tako da blokira njegovo izlučivanje.

## Neuropeptidi
Sintetiziraju se isključivo u tijelu neurona i onda se spuštaju do presinaptičkog završetka. Mnogi neuroni koji sadrže klasične neurotransmitore, istodobno sintetiziraju i neuropeptide. Otuda se smatra da neuropeptidi mogu imati dvostruku ulogu neurotransmitora (prenose impuls) i neuromodulatora (mogu modulirati prijenos impulsa putem drugog transmitora). Poznato ih je više od tridesetak: kortikotropin, vazopresin, oksitocin, tvar P, vazoaktivni intestinalni peptid (VIP).
Endogeni opiodi tj. skupine neuropeptida se stvaraju u mozgu i sudjeluju u supresiji boli! – akupunktura djeluje na njihovo sintetiziranje.